# متحف الحضارات الأناضولية
يقع متحف الحضارات الأناضولية ((بالتركية: Anadolu Medeniyetleri Müzesi)‏) جنوب قصر أنقرة في العاصمة التركية أنقرة. تحصل المتحف على جائزة المتحف الأوروبي لسنة 1997.

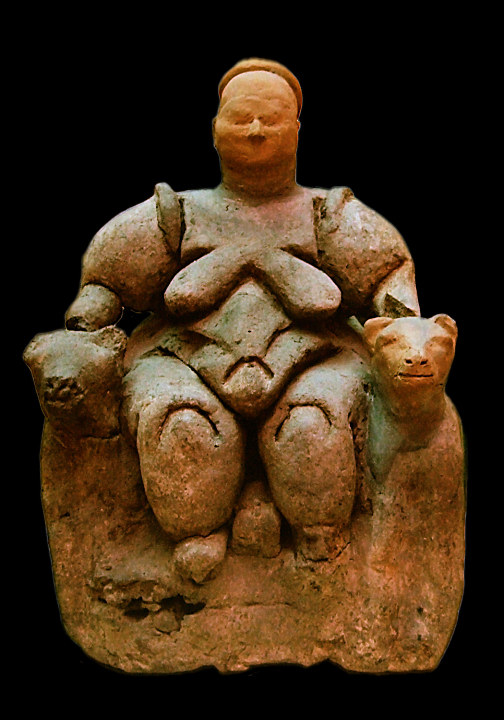
Mother Goddess from Çatalhöyük, frontal view
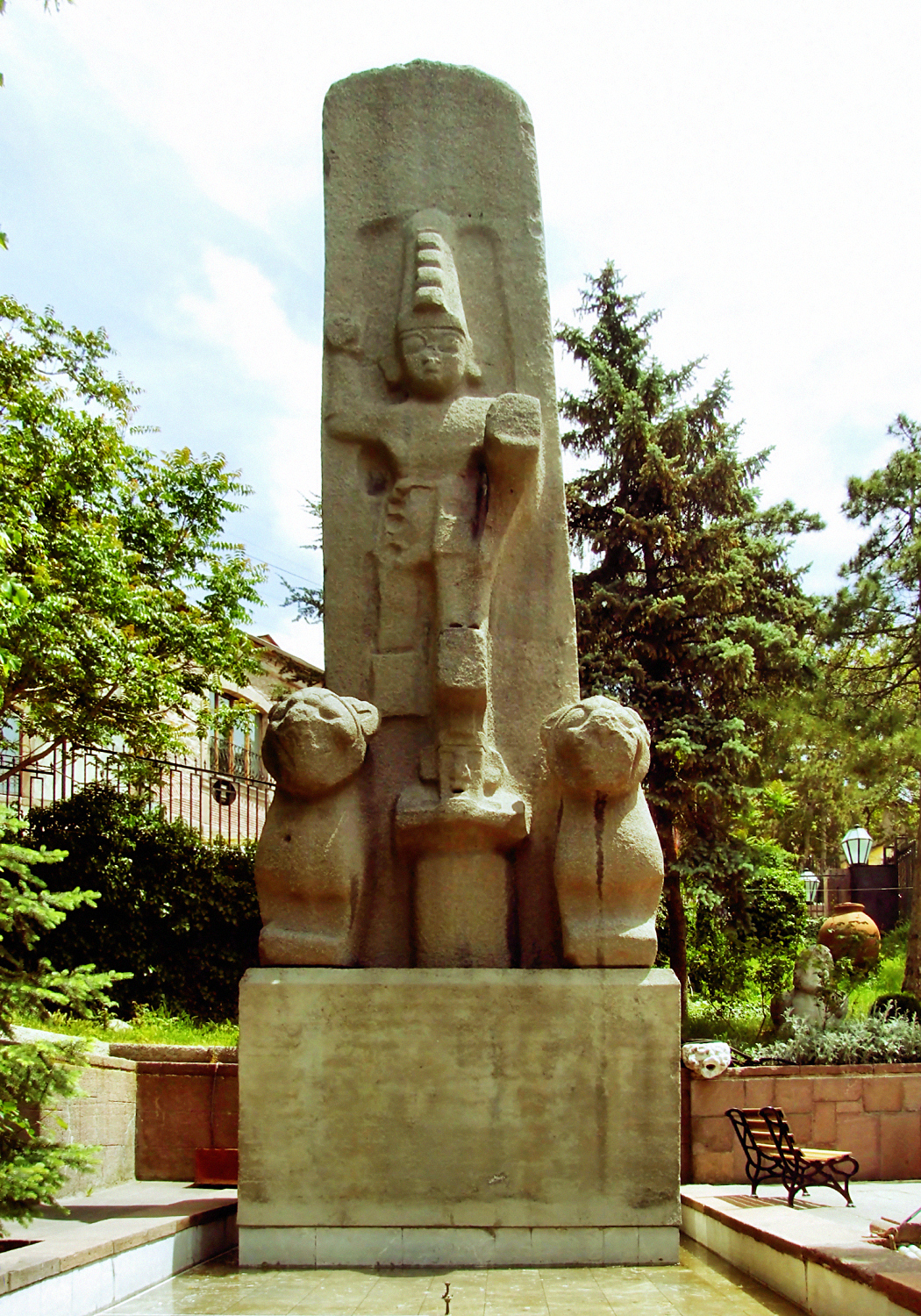
حيثيون monument, an exact replica of monument from Fasıllar
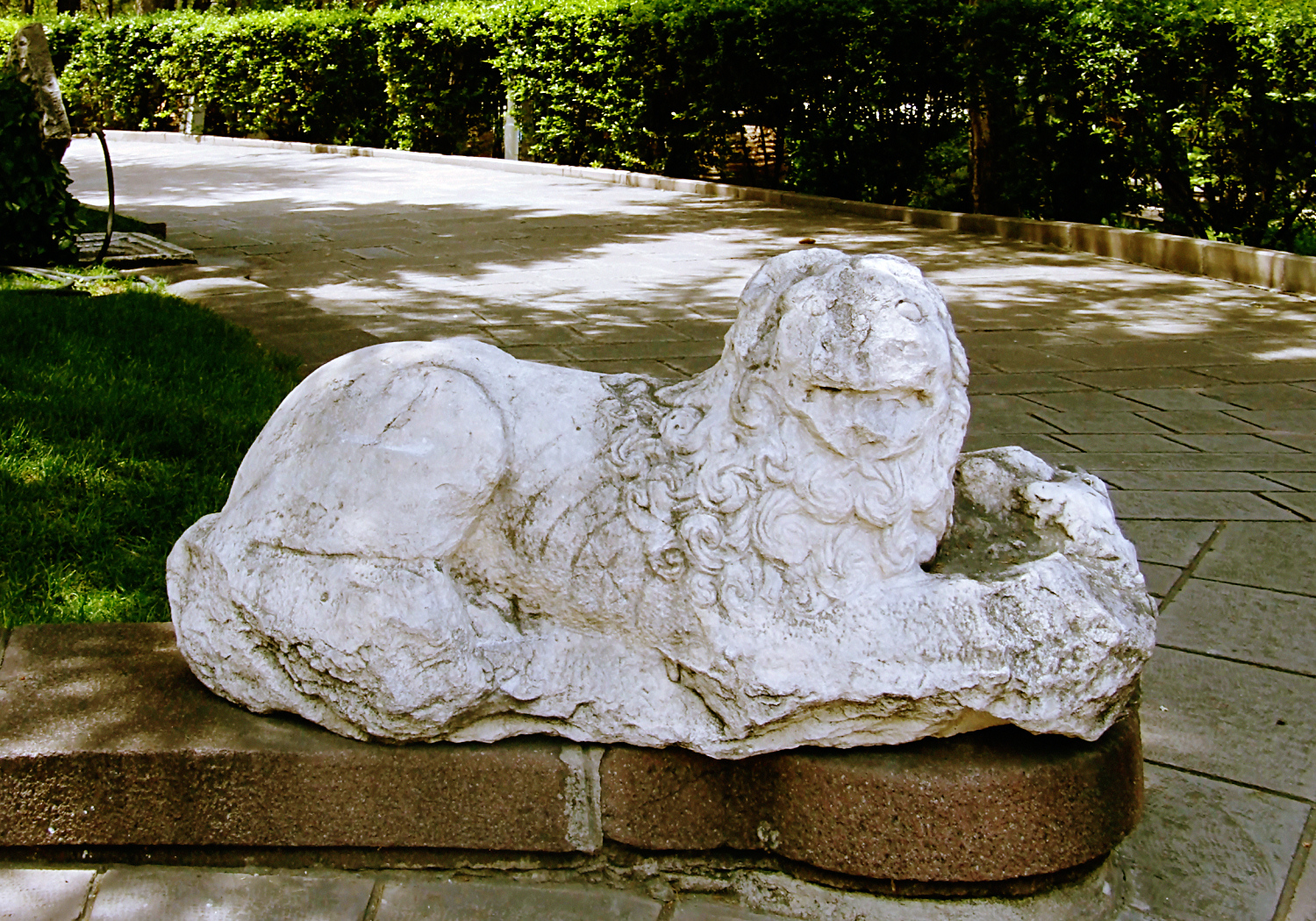
تمثال في الفناء
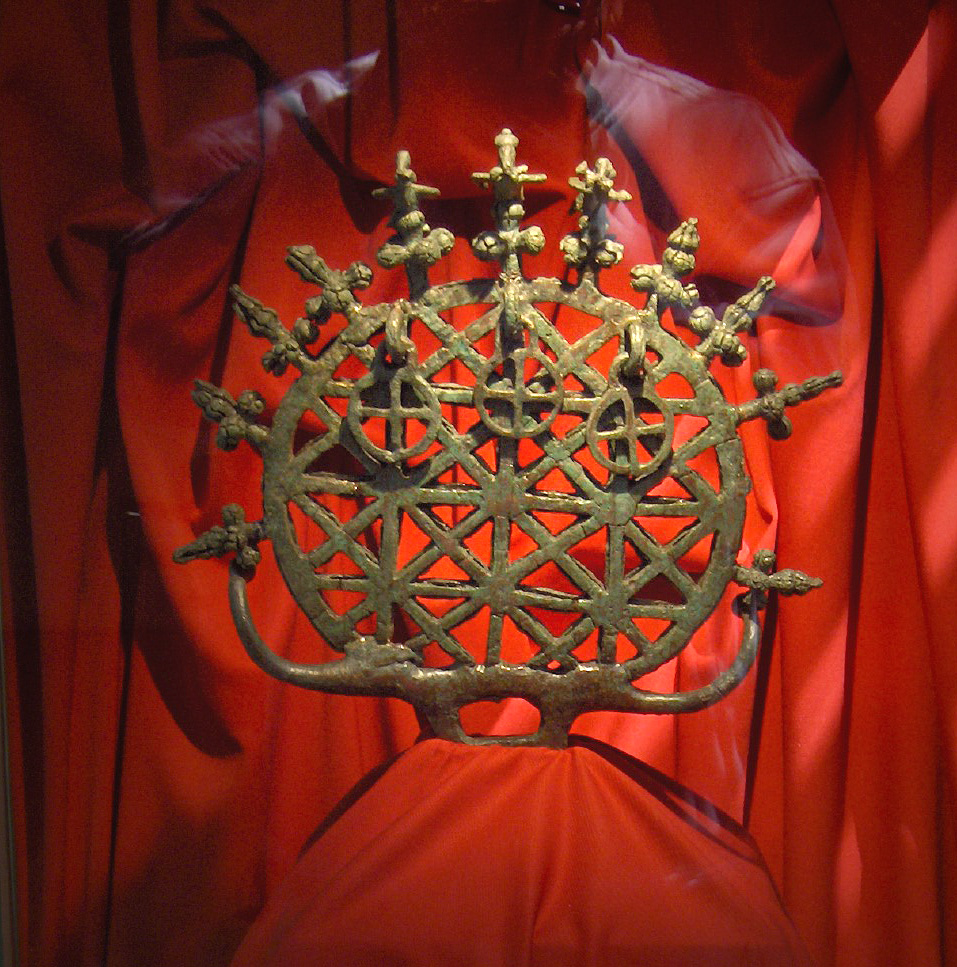
Bronze religious standard symbolizing the universe, used by Hittite priests
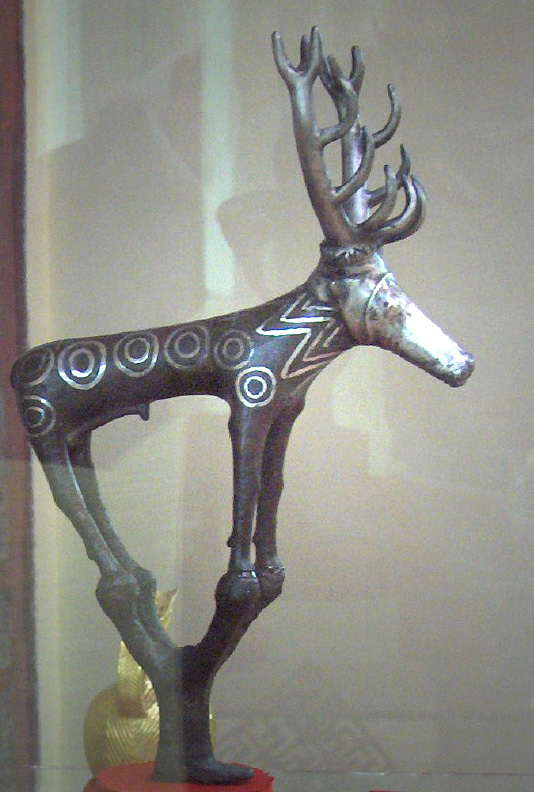
تمثال الأيل، رمز الإلاه الذكر عند الحيثيون
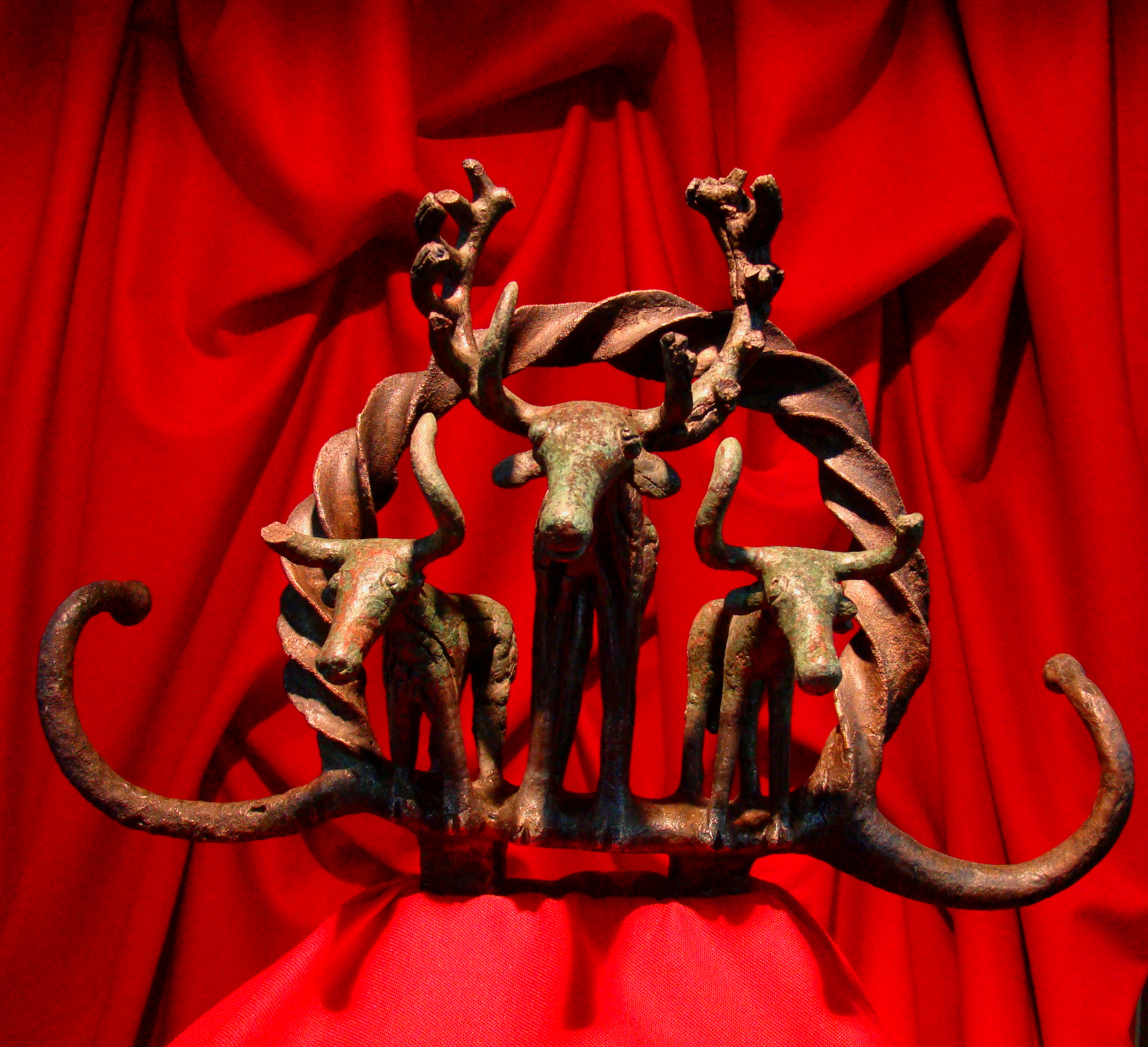
Bronze ceremonial standard of the Hittites
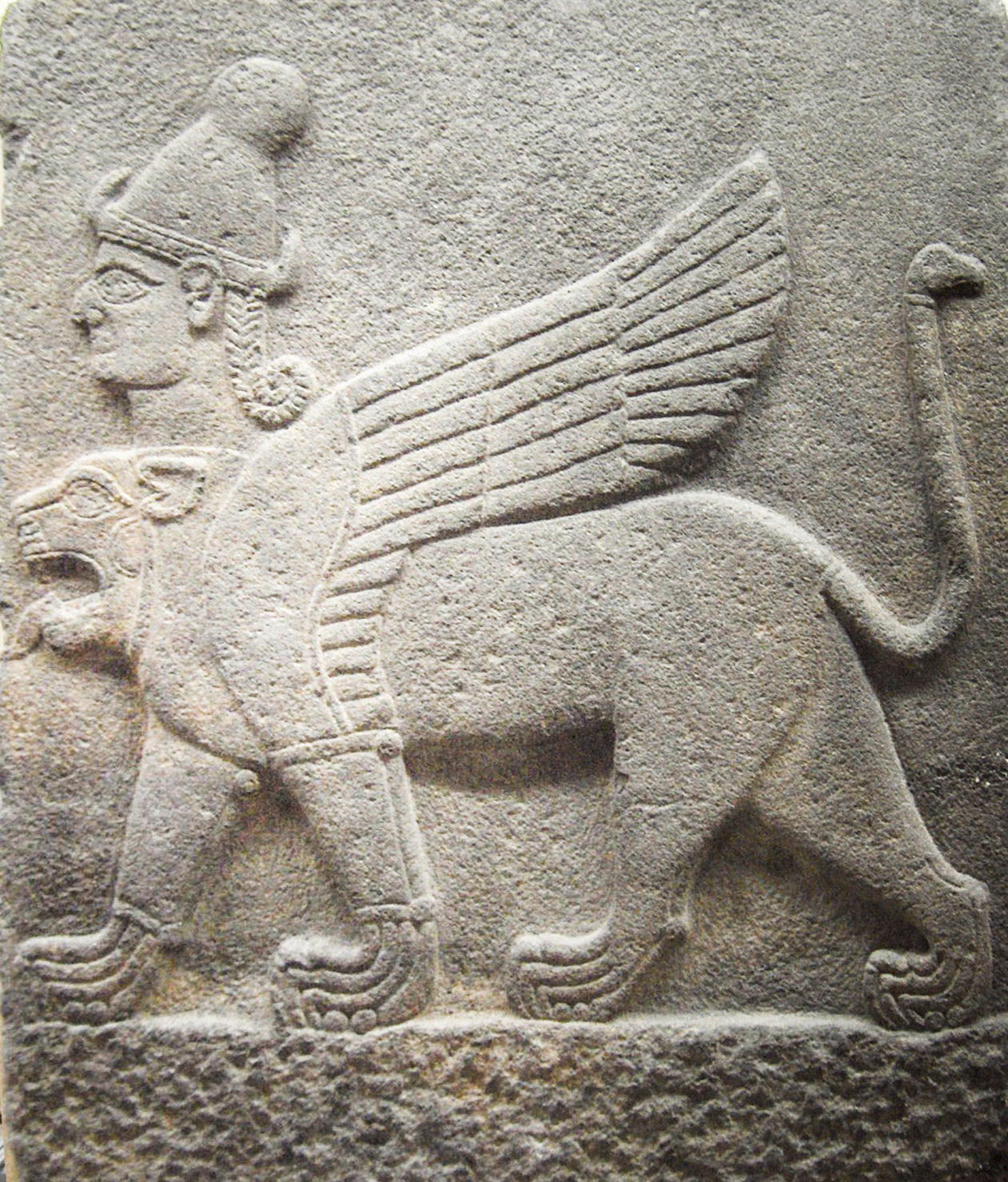
Chimera with a human head and a lion's head; Late Hittite period
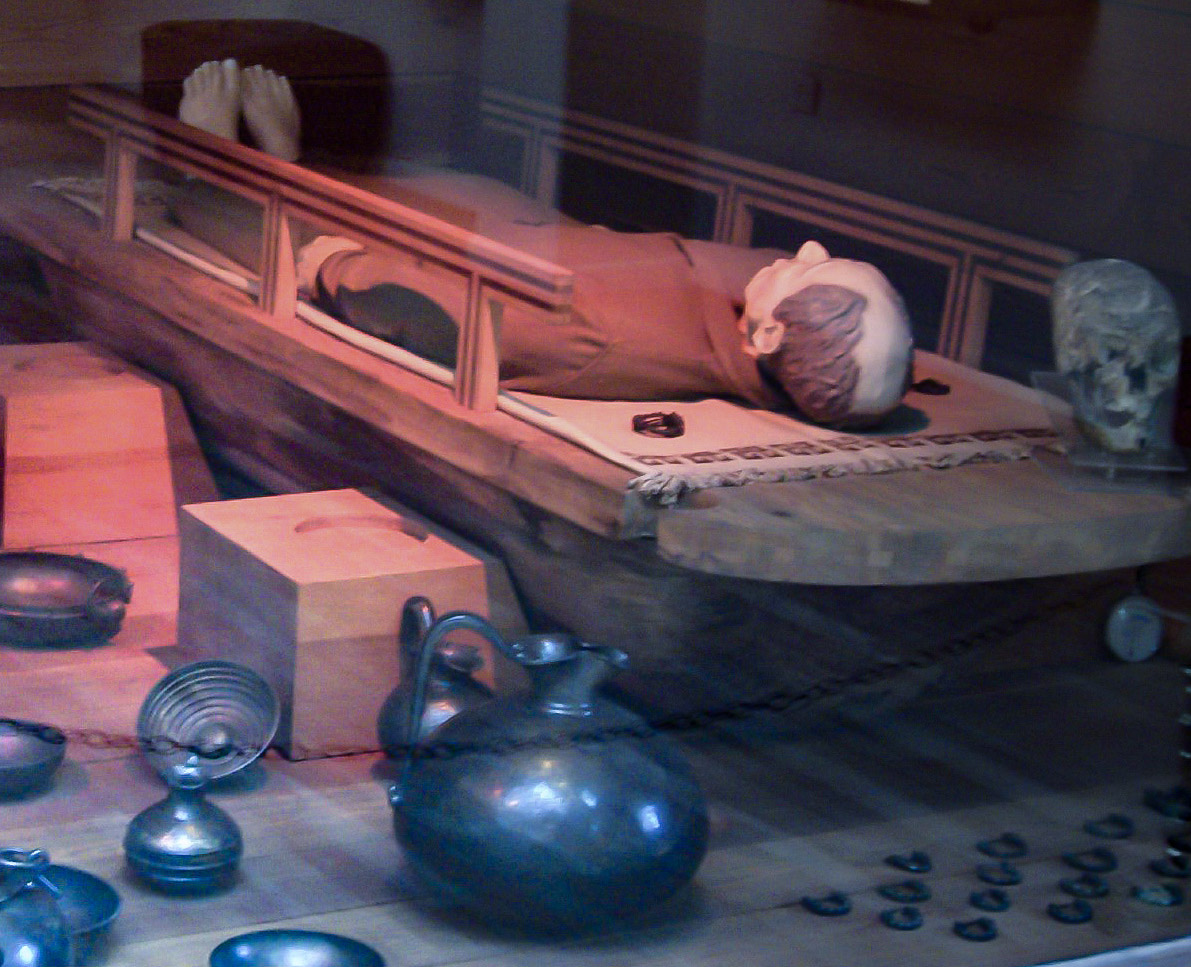
إعادة بناء قبر الملك ميداس
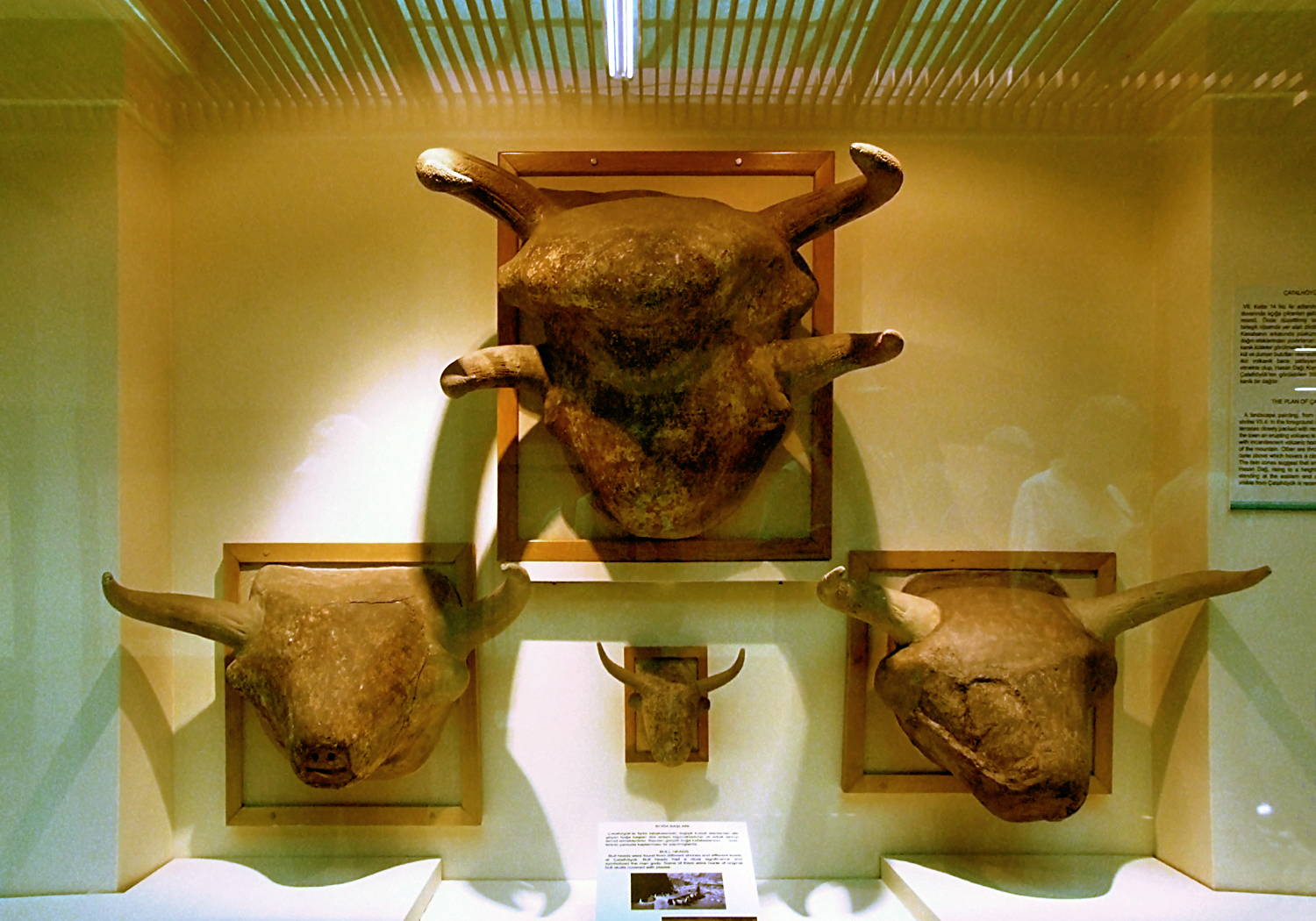
Bull heads from جاتال هويوك
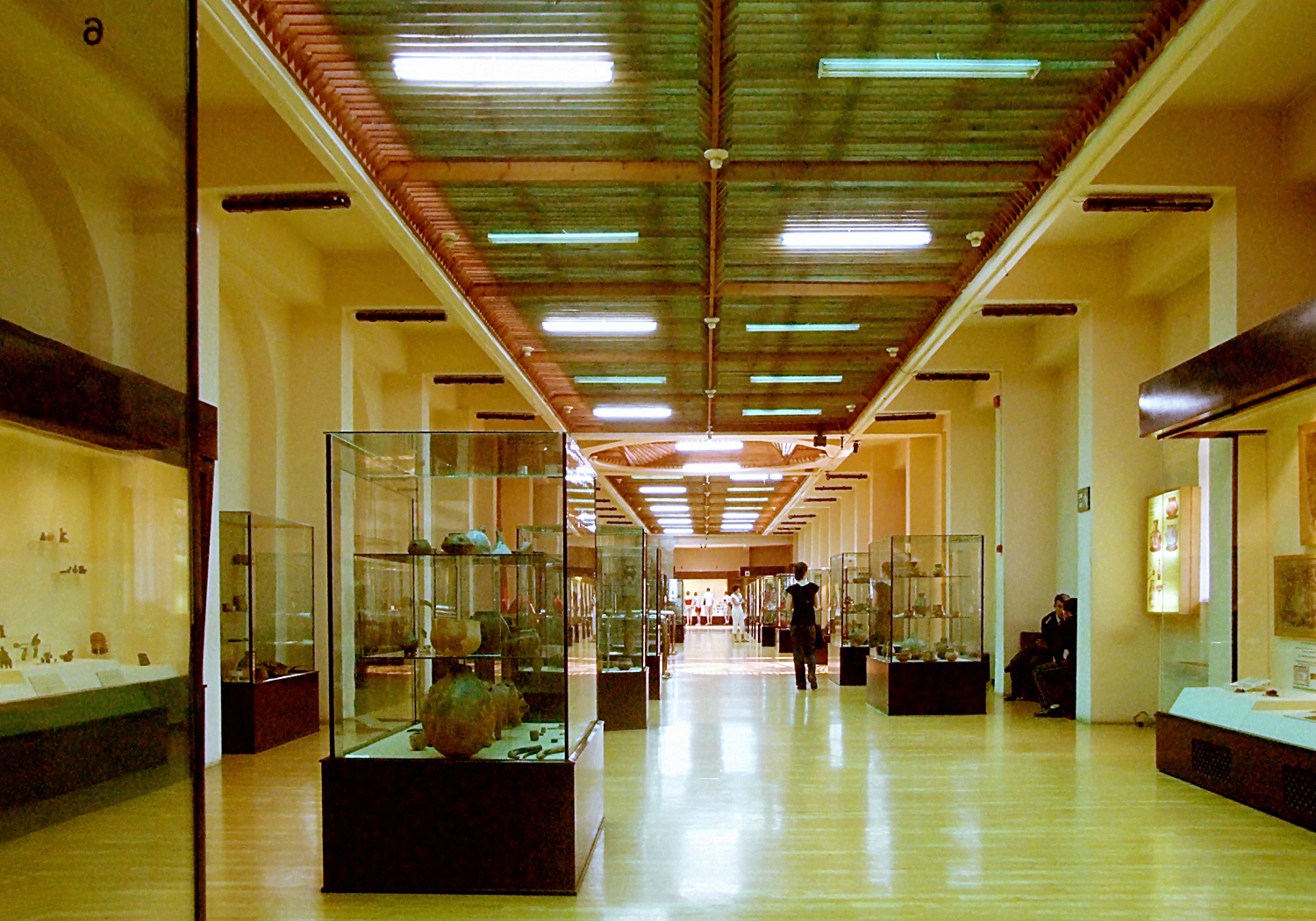
Perspective of a gallery
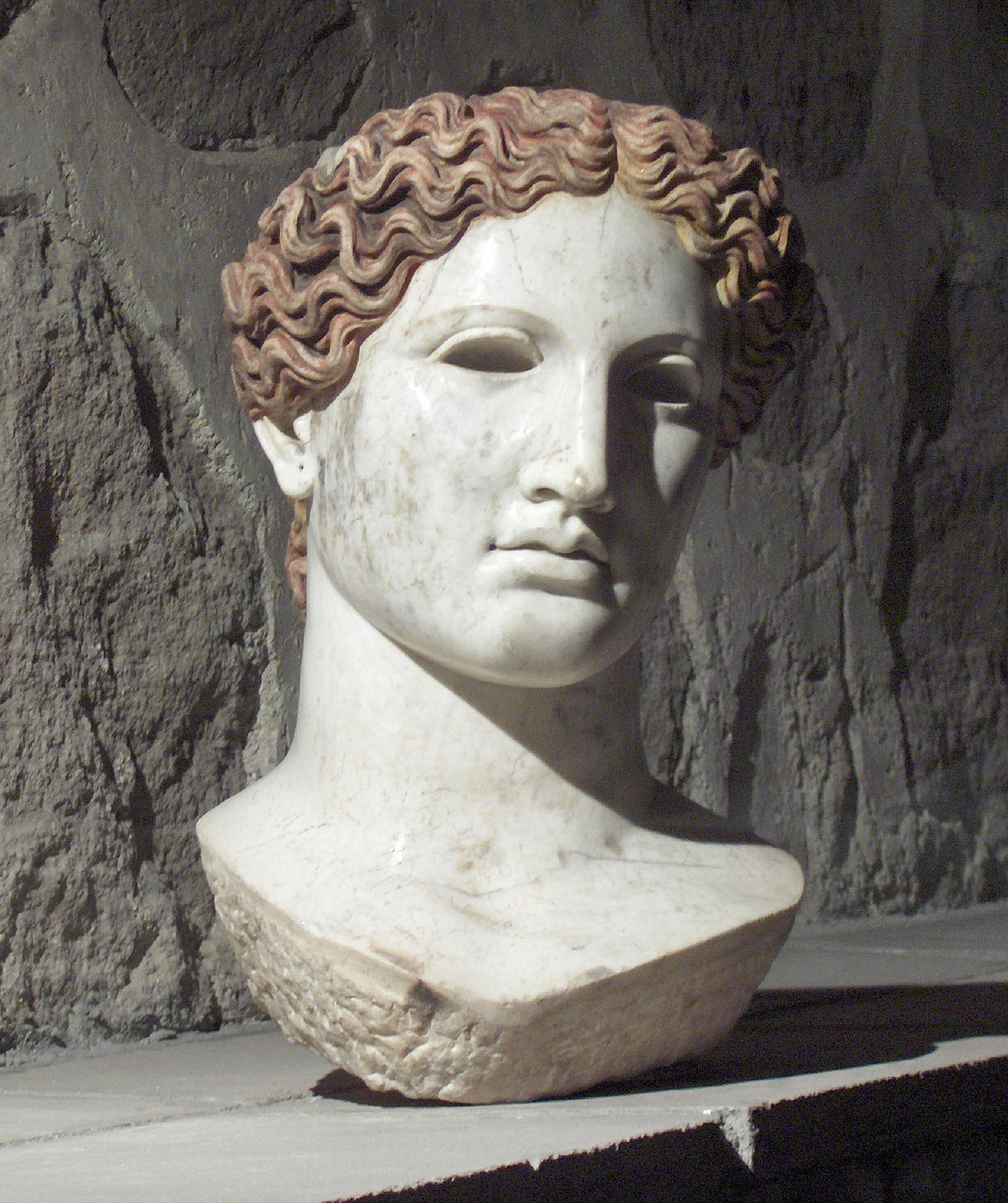
رأس من الرخام لإمرأة رومانية